# Hocheck (Gutensteiner Alpen)
Das Hocheck ist ein 1037 m ü. A. hoher Berg in den Gutensteiner Alpen in Niederösterreich. Er ist – wenn man mehrere am rechten Zubringer Further Bach liegende Gipfel wie das Kieneck (1106 m ü. A.) unberücksichtigt lässt – die höchste Erhebung im Triestingtal sowie mit 24 Kilometer Luftlinie Entfernung der am nächsten zur Wiener Stadtgrenze liegende Eintausender.

## Beschreibung
Das Hocheck befindet sich an der Gemeindegrenze zwischen Furth an der Triesting und Altenmarkt an der Triesting. Es ist die höchste Erhebung eines rund 10 Kilometer langen Bergzugs, der beim Veiglkogel vom Alpenhauptkamm in östlicher Richtung abzweigt.
Auf dem Gipfel gibt es die frei zugängliche 13 Meter hohe Meyringer-Warte, unmittelbar unterhalb des Gipfels befindet sich das Hocheck-Schutzhaus und zwischen den beiden gibt es ein Denkmal für in den beiden Weltkriegen verstorbene Bergkameraden.
Von Furth aus führt eine etwa 6,5 Kilometer lange Straße bis zum Schutzhaus, die bis 2016 gegen Entrichten einer Maut öffentlich befahrbar war. Nach einer Phase wechselnder Regelungen in den Folgejahren ist die Straße seit 2022 sowohl für den motorisierten Individualverkehr als auch für Fahrräder gesperrt.
Bis etwa 1990 gab es südostseitig, direkt unterhalb des Hocheck-Schutzhauses, zwei Schlepplifte, und einst, 1906, war auch eine von Furt im Furtertale auf den Gipfel des Hocheck führende Zahnradbahn geplant, ein Vorhaben, das jedoch an der Finanzierung scheiterte.

## Aufstiege
Auf das Hocheck führen zahlreiche Aufstiege, unter anderem:
- von Furth über den Krennweg (Höhenunterschied etwa 610 m)
- von Altenmarkt über den Wieshofersteig (Weg Nr. 4 und 404; Höhenunterschied etwa 620 m)
- von Weissenbach über Eberbach (Weg Nr. 448; Höhenunterschied etwa 670 m)

## Bilder

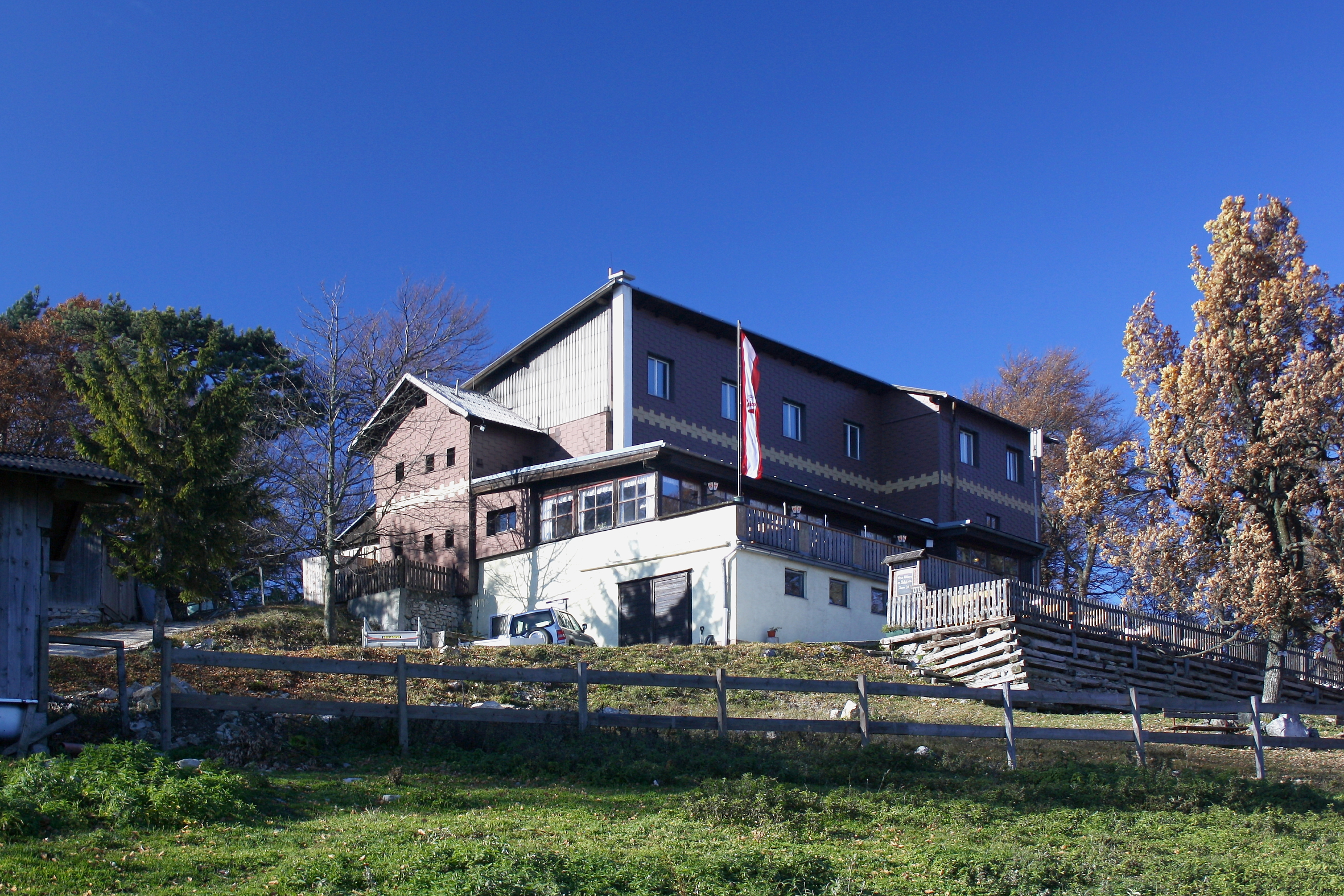
Das Hocheck-Schutzhaus
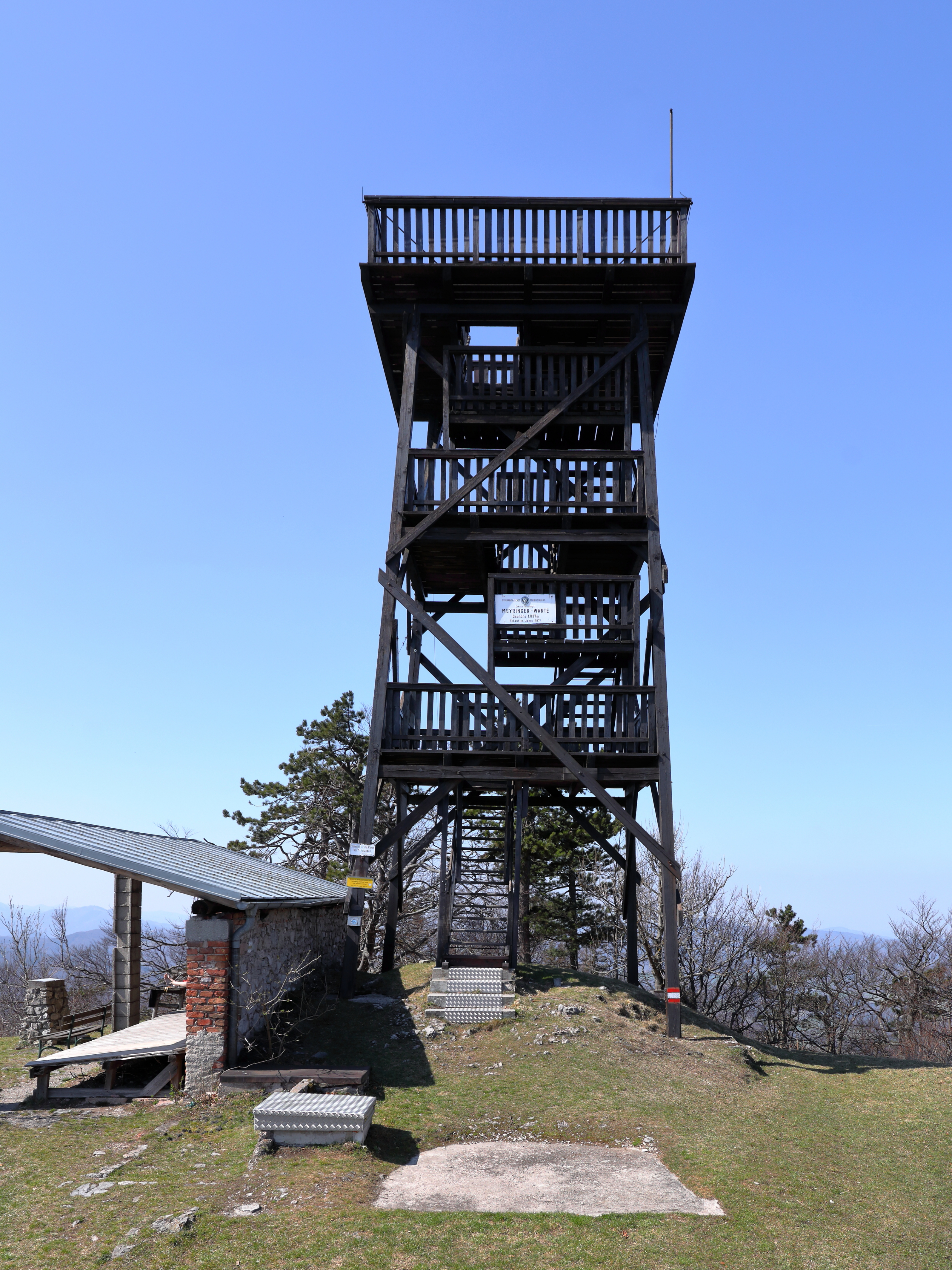
Die Meyringer-Warte
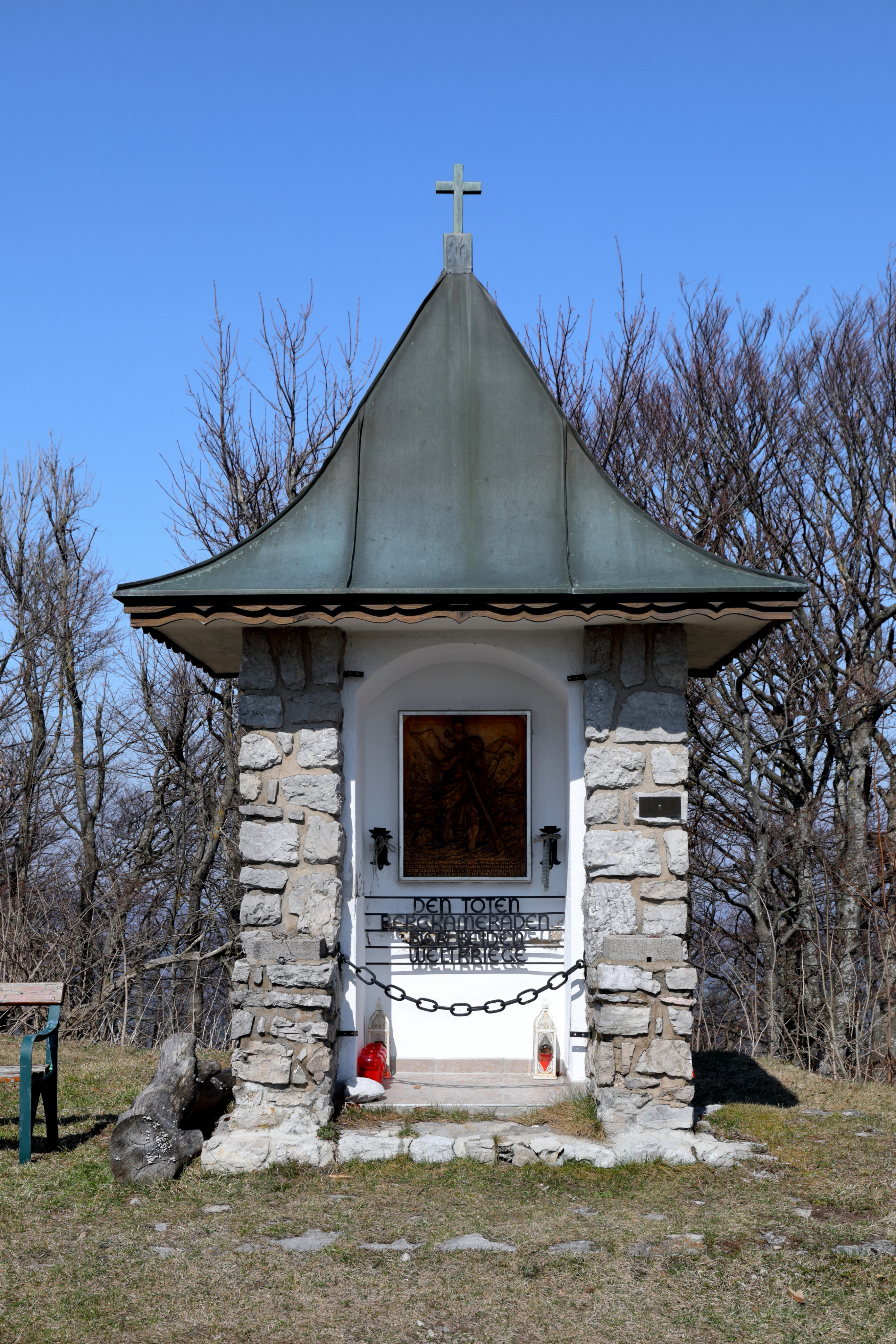
Das Denkmal für die verstorbenen Bergkameraden
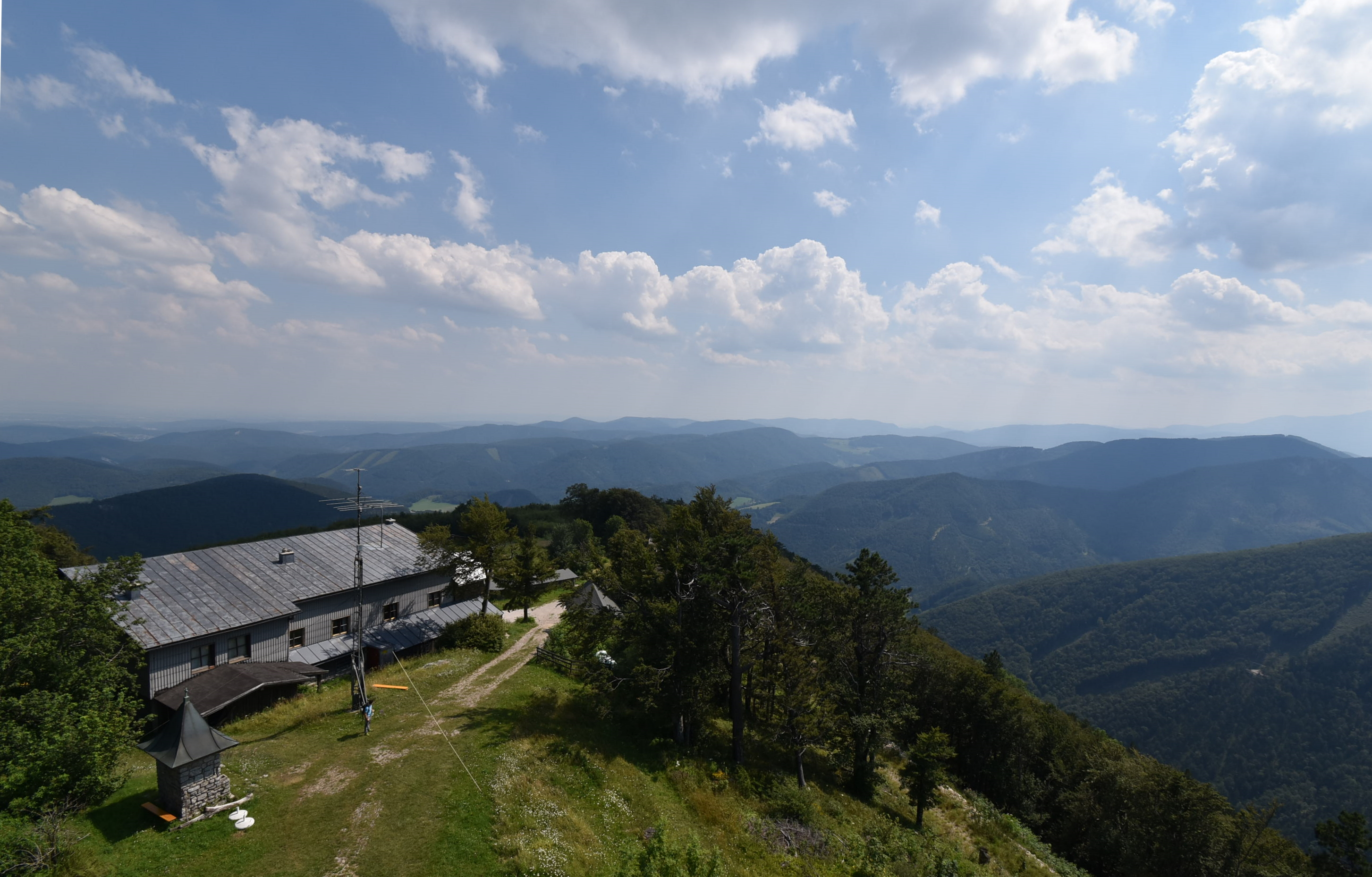
Blick von der Meyringer-Warte Richtung Osten mit dem Schutzhaus im Vordergrund und am Horizont das Leithagebirge
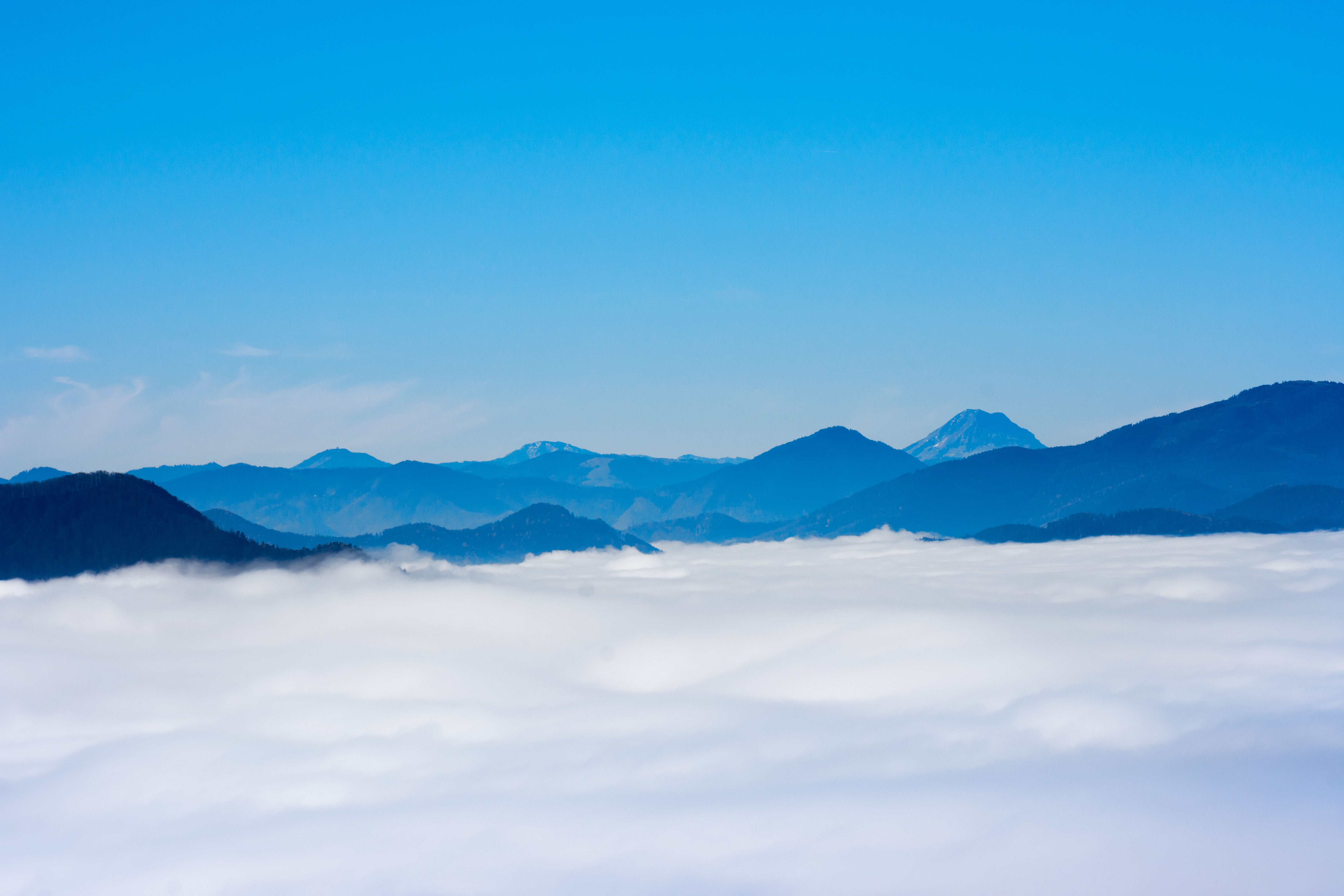
Blick zum Ötscher